# Tmesisternus monticola
Tmesisternus monticola es una especie de escarabajo del género Tmesisternus, familia Cerambycidae. Fue descrita científicamente por Gestro en 1876.
Habita en Papúa Nueva Guinea y Nueva Guinea Occidental. Esta especie mide 9-17,5 mm.